# Tommy Gemmell
Thomas «Tommy» Gemmell (Motherwell, Escocia, Reino Unido, 16 de octubre de 1943-2 de marzo de 2017) fue un jugador y entrenador de fútbol escocés. En su etapa como jugador profesional se desempeñaba como lateral izquierdo.

## Biografía
Inició su carrera profesional en 1961 con el Celtic. Fue uno de los Leones de Lisboa que ganaron la final de la Copa de Campeones de Europa 1966-67 contra el Inter de Milán, donde Gemmell anotó un gol espectacular para igualar el partido. Irónicamente, no debería haber estado en posición de marcar gol, debido a que la orden era que pase solamente un lateral al ataque y el otro se quede en la defensa, indicación a la cual Gemmell hizo caso omiso. También convirtió un gol en la final de la Copa de Campeones de Europa 1969-70, que terminó en derrota para el Celtic ante el Feyenoord, convirtiéndose así en uno de los dos únicos futbolistas británicos en marcar en dos finales de Copa de Europa diferentes, siendo el otro Phil Neal del Liverpool. En 1971, tras haber ganado 6 ligas, 4 copas, 5 copas de la Liga y una Copa de Europa, Gemmell deja el Celtic para incorporarse al club inglés Nottingham Forest. En 1973, después de una corta estadía en el Miami Toros de los Estados Unidos, vuelve a Escocia para jugar en el Dundee, y ganó la Copa de la Liga de Escocia 1973-74 contra su exequipo, el Celtic. Se retiró como jugador en 1977, pero siguió en el Dundee como entrenador ese mismo año hasta 1980. También dirigió al Albion Rovers en dos períodos: 1986-87 y 1993-94.
En 2002, fue incluido en el once ideal histórico del Celtic. En 2006, fue incluido en el Salón de la Fama del Fútbol Escocés.

## Fallecimiento
Murió el 2 de marzo de 2017 tras una larga enfermedad, a la edad de 73 años.

## Selección nacional
Fue internacional con la selección de fútbol de Escocia en 18 ocasiones y convirtió un gol.

## Clubes

### Como jugador
| Club              | País           | Año       |
| ----------------- | -------------- | --------- |
| Celtic            | Escocia        | 1961-1971 |
| Nottingham Forest | Inglaterra     | 1971-1973 |
| Miami Toros       | Estados Unidos | 1973      |
| Dundee            | Escocia        | 1973-1977 |

### Como entrenador
| Club          | País    | Año       |
| ------------- | ------- | --------- |
| Dundee        | Escocia | 1977-1980 |
| Albion Rovers | Escocia | 1986-1987 |
| Albion Rovers | Escocia | 1993-1994 |

## Palmarés

### Como jugador

#### Campeonatos nacionales
| Título                | Club   | País    | Año  |
| --------------------- | ------ | ------- | ---- |
| Copa de Escocia       | Celtic | Escocia | 1965 |
| Copa de la Liga       | Celtic | Escocia | 1966 |
| Scottish Division One | Celtic | Escocia | 1966 |
| Copa de la Liga       | Celtic | Escocia | 1967 |
| Scottish Division One | Celtic | Escocia | 1967 |
| Copa de Escocia       | Celtic | Escocia | 1967 |
| Copa de la Liga       | Celtic | Escocia | 1968 |
| Scottish Division One | Celtic | Escocia | 1968 |
| Copa de la Liga       | Celtic | Escocia | 1969 |
| Scottish Division One | Celtic | Escocia | 1969 |
| Copa de Escocia       | Celtic | Escocia | 1969 |
| Copa de la Liga       | Celtic | Escocia | 1970 |
| Scottish Division One | Celtic | Escocia | 1970 |
| Scottish Division One | Celtic | Escocia | 1971 |
| Copa de Escocia       | Celtic | Escocia | 1971 |
| Copa de la Liga       | Dundee | Escocia | 1974 |

#### Copas internacionales
| Título                      | Club   | Sede              | Año  |
| --------------------------- | ------ | ----------------- | ---- |
| Copa de Campeones de Europa | Celtic | Lisboa (Portugal) | 1967 |

#### Distinciones individuales
| Distinción                                         | Año  |
| -------------------------------------------------- | ---- |
| Incluido en el once ideal histórico del Celtic     | 2002 |
| Incluido en el Salón de la Fama del Fútbol Escocés | 2006 |

### Como entrenador

#### Campeonatos nacionales
| Título                  | Club   | País    | Año  |
| ----------------------- | ------ | ------- | ---- |
| Scottish First Division | Dundee | Escocia | 1979 |